# Il cammino della speranza
(Frase di Pietro Germi che apre i titoli di testa)
Il cammino della speranza è un film drammatico del 1950 diretto da Pietro Germi, tratto dal romanzo Cuore negli abissi di Nino Di Maria. La sceneggiatura venne co-scritta da Federico Fellini.
Considerato una pietra miliare del cinema italiano, è stato presentato in concorso al Festival di Cannes del 1951 e ha vinto l'Orso d'argento al Festival di Berlino dello stesso anno.

## Trama
A causa della chiusura della solfara Ciavolotta nei pressi di Favara, un gruppo di minatori, guidati da Saro Cammarata, un giovane operaio vedovo e con 3 bambini piccoli da mantenere, tenta di occupare la miniera. Vista l'inutilità della lotta, tutti risalgono in superficie e si affidano ad un personaggio, tale Ciccio Ingaggiatore, che si offre di condurli in Francia dove, secondo lui, c'è lavoro ben retribuito per tutti. Ma per le leggi del tempo questi spostamenti sono proibiti e quindi il gruppo dovrà muoversi nella illegalità.
Poiché, per il viaggio, la loro guida pretende 20 000 lire a persona, molti sono costretti a vendere i mobili di casa o il corredo. La mattina della partenza due giovani, Luca e Rosa si sposano poco prima di salire sulla corriera che li porterà al treno. Tra i partenti c'è anche Barbara Spadaro, una giovane rifiutata da tutto il paese e dalla sua stessa famiglia in quanto fidanzata con Vanni, un fuorilegge, il quale si aggrega successivamente al gruppo. 

Alcune delle donne principali del film in un fotogramma

Dopo aver attraversato lo stretto di Messina, gli emigranti giungono a Napoli, dove Ciccio si rivela un truffatore e cerca di abbandonarli: scoperto da Barbara e da Vanni, l'uomo confessa che con la sorveglianza presente al confine, è impossibile che un gruppo così numeroso possa passare. Vanni allora decide che non dirà nulla agli altri, ma in cambio Ciccio dovrà portare lui e Barbara in Francia, dopo aver lasciato gli altri nella capitale. Ciccio dapprima sembra accettare, però quando arrivano a Roma denuncia Vanni alla polizia, ne segue una sparatoria tra il malvivente e le guardie, e nella confusione sia Ciccio che Vanni fuggono. Tutti gli altri sono arrestati dalla Polizia e ricevono il foglio di via obbligatorio che intima loro di tornare in Sicilia. Vanni, invece, riesce ad incontrare Barbara e si accorda con lei per rivedersi sul confine.
Ma gli emigranti decidono di non obbedire all'ordine di rientro: stracciano i fogli di via e proseguono il cammino da clandestini, utilizzando il passaggio di un camionista. Arrivano così in Emilia, dove incontrano un fattore, che offre loro un temporaneo lavoro retribuito nei campi, più cibo ed ospitalità. Ignorano che in realtà sono stati assunti solo perché è in corso uno sciopero dei lavoratori agricoli. Durante una manifestazione di questi ultimi, che li accusano di essere dei crumiri, scoppiano degli incidenti e la Polizia chiede al fattore di allontanarli. Durante gli scontri è rimasta ferita una delle figlie di Saro. Barbara, che già era partita per raggiungere Vanni, torna indietro per assistere la piccola, mossa anche da una crescente intesa con Saro, che l'ha sempre difesa contro l'ostracismo degli altri paesani. C'è bisogno di un medico, che però si trova nel paese presidiato dagli scioperanti. Con coraggio Barbara vi si reca nonostante il clima di forte tensione e, facendo appello al senso di umanità, riesce a convincere il capo degli scioperanti a condurre il medico al capezzale della bimba.
A questo punto gli emigranti si dividono: alcuni, ormai demoralizzati, decidono di tornare in Sicilia, mentre gli altri proseguono, ritrovandosi a Noasca sul confine italo-francese, dove nel frattempo è arrivato anche Vanni. Decidono, con altri due clandestini, di tentare l'ingresso in Francia attraversando a piedi un valico reso difficile dalla neve. Mentre il gruppo si avvia, Vanni, geloso di Saro in quanto ha intuito la simpatia che ormai Barbara prova per lui, lo sfida a duello. Nello scontro rusticano con i coltelli Vanni viene ucciso.
Nel corso della traversata, il gruppo viene investito da una tormenta di neve, nel corso della quale uno di loro, il ragionier Carmelo, si smarrisce e muore assiderato. Gli altri riescono a salvarsi e ad arrivare finalmente al confine francese. Quando ormai sembrano salvi, vengono intercettati da due pattuglie di doganieri, una francese e l'altra italiana, che si muovono sugli sci, ai quali appare subito evidente che si tratta di clandestini.
Ma gli agenti, commossi dalle condizioni di povertà e sofferenza degli emigranti, si inteneriscono al sorriso di uno dei bambini e li lasciano proseguire senza arrestarli, per poi guardarli raggiungere un probabile futuro, un cammino di speranza.

## Produzione

### Cast
Per trovare alcuni attori per i casting, vennero pubblicati annunci anche sui giornali.

### Riprese
Il film venne girato in tutta Italia, da Favara (nella provincia di Agrigento), a Roma, alla Val di Susa; in particolare le sequenze ambientate in Emilia-Romagna furono in realtà girate nel Lazio, tra Maccarese e Fregene, entrambe oggi appartenenti al comune di Fiumicino, allora parte del comune di Roma.

## Colonna sonora
Il film è anche noto per aver diffuso, per la prima volta, la canzone Vitti 'na crozza la cui musica, scritta dal maestro Franco Li Causi, accompagna un testo che lo stesso Li Causi aveva ascoltato recitato da un anziano minatore, Giuseppe Cibardo Bisaccia.
Per questo motivo la paternità del brano era stato tema di discussione fino ad assegnarla allo stesso Li Causi nel 1979.

## Distribuzione
Il film venne distribuito nelle sale cinematografiche italiane dal 22 novembre del 1950.
Quando uscì, l'opera fu al centro di un "caso" in quanto un "Comitato tecnico" ministeriale le negò delle agevolazioni fiscali previste per la cinematografia nazionale. Il motivo del diniego era da ricondurre all'immagine negativa che veniva data dell'Italia, raffigurata come un crogiuolo di poveri emigranti. A seguito delle polemiche scatenate da questa decisione, lo sconto fiscale fu in seguito ripristinato.
Il film è stato poi ripresentato restaurato, molti anni dopo, al Festival di Cannes 2021 nella sezione Cannes Classics.

## Accoglienza

### Incassi
Il cammino della speranza incassò 367 milioni di lire in quel periodo.

### Critica
Il Morandini criticò che il film:
Poteva essere, ma non è, il Paisà della disoccupazione postbellica perché è un compendio di temi melodrammatici più che neorealistici. Troppo colore e folklore e ridondanza, ma anche vigore, dolente visione del penare umano, sincerità nella rappresentazione di una povertà rabbiosa.
Più positivo il parere di Mario Gromo, che per La Stampa scrisse:
Opera scabra e diseguale, potente ed incerta, ben degna comunque del regista de In nome della legge, anche se siamo lontani da quella compatta e robusta sobrietà… film discutibile e nobilissimo, assolutamente lontano dalla produzione corrente.
Il film è stato poi selezionato tra i 100 film italiani da salvare. Oltre all'Orso d'argento al Festival di Berlino, ha anche ricevuto la menzione speciale del Festival di Karlovy Vary del 1951.

## Riconoscimenti
- 1951 - Festival di Cannes[16]
  - Candidatura per la Palma d'oro a Pietro Germi
- 1951 - Festival di Berlino
  - Orso d'argento, gran premio della giuria a Pietro Germi[17]
- 1951 - Festival del cinema di Karlovy Vary
  - Menzione speciale per il miglior film[18]